# Universal Media Disc

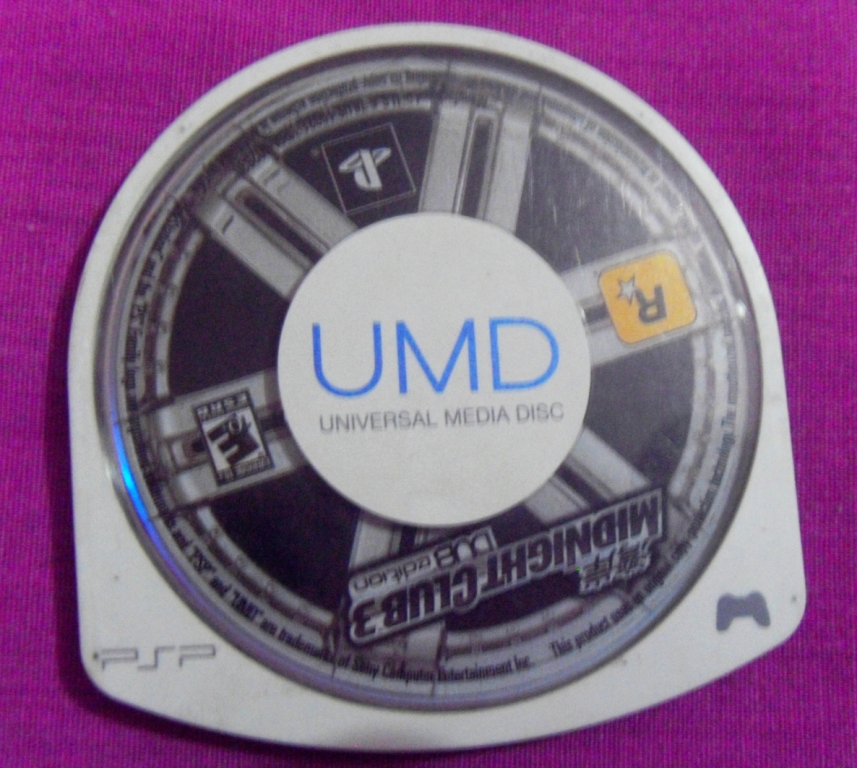
Midnight Club 3 en Universal Media Disc (UMD).

El Disco Universal de Medios, Universal Media Disc (UMD), es un tipo de disco óptico desarrollado por Sony, conocido sobre todo por su uso en la PlayStation Portable (PSP).
Puede contener 900 MB de datos o 1,8 GB en doble capa.
Puede incluir juegos, películas, música, o combinaciones de estos elementos.

## Generalidades
En julio de 2006, Sony anunció que crearía un nuevo sistema para las películas de vídeo.
El formato “UMD para PSP” cuenta con el respaldo de la ECMA, la organización que desde 1984 es responsable de avanzar en el desarrollo de los discos ópticos, como también lo son los CD-ROM y los DVD.
Sony originalmente desarrolló el UMD como un medio de almacenamiento multimedia en tres versiones diferentes: UMD Game, UMD Video y UMD Audio. Cuando la PSP salió al mercado, la capacidad máxima de las unidades Memory Stick, la tarjeta de memoria que emplea, no superaba los 8 o 16 MiB; tener un formato que soportara casi 2 GB era no tener competencia. Hoy en día, existe la posibilidad de usarlo en un futuro para almacenar datos, como es el caso del Minidisc (HI-MD). Tanto el software de codificación del audio como el del video, supusieron una mejora en los algoritmos de compresión del formato contenedor con respecto a los usados hasta entonces en los DVD. Estos algoritmos mejoraban la calidad reduciendo en tamaño los archivos. Los UMD usan el formato de audio Advanced Audio Coding (AAC) basado en un algoritmo de compresión con pérdida, con un rendimiento de compresión superior al del MP3.
Un disco UMD tiene calculada una vida útil de algo más de 100 años, lo que es algo más que los CD y DVD actuales y bastante más que los Blu-ray hechos de celulosa.
En el momento de la salida de la PSP, el UMD Game es un éxito, pero en el caso del UMD Video no recibe la acogida internacional que se esperaba debido a la fortaleza del DVD Video y la alternativa de ver videos en MP4 desde la tarjeta de memoria cada vez más competitiva en precio y calidad. Algunos títulos de UMD además de la versión original, que suele ser en inglés, traen subtítulos en inglés y en español, facilitando así el aprendizaje de idiomas. En cuanto al UMD Audio, su soporte inicial fue nulo, debido sobre todo a la fuerte competencia de soportes mundialmente aceptados como el Compact Disc u otros soportes como: Minidisc, DVD Audio y SACD. El disco óptico UMD con 1,8 GB equivale a menos de tres discos CD-ROM en conjunto y está bastante por debajo de lo que permite almacenar un DVD estándar. Sin embargo, para un videojuego de PSP esta capacidad es más que suficiente hasta la fecha, ya que los videojuegos aparecidos en cuanto a volumen de datos almacenados, nunca llegan al volumen de datos que tienen los videojuegos de consolas de sobremesa, que usan el formato DVD o BluRay.
Las posibilidades multimedia del disco UMD son variadas y utiliza procesos de fabricación muy familiares para la industria, por lo cual su coste de fabricación es similar al de los otros discos ópticos. Permite almacenar cualquier tipo de datos en ellos. Comparados con formatos como los cartuchos de otras videoconsolas o las tarjetas de memoria, su coste de producción es más alto, son más frágiles para la manipulación por niños y tardan más tiempo en cargar.
Un dato a destacar sobre este formato es que no se comercializan los UMD vírgenes para grabar. Aunque en el 2005 hubo una discusión sobre si Sony abriría el formato UMD en películas y música, la propia compañía confirmó que su intención es mantener cerradas las especificaciones del formato UMD, probablemente para evitar la competencia y beneficiarse así de las licencias.
No debe confundirse el reproductor de UMD oficial con el reproductor de vídeo por PMP, que es un tipo de contenedor homebrew creado por Jonny Leffe, exclusivo para PSP y relacionado con el MP4 que tiene algunas características distintas al contenedor MP4. El contenedor PMP soporta tanto formatos de vídeo ASP como AVC. Las diferencias básicas son las siguientes: el reproductor oficial de MP4 por defecto de la PSP trabaja a 266 MHz, el reproductor homebrew de PMP trabaja a 66 MHz, con lo que reduce el gasto de la batería considerablemente y la máquina se calienta menos. Igualmente el reproductor PMP alcanza resoluciones mayores que el reproductor MP4 de la PSP, de hasta 720 x 512 píxeles.
Reproduce vídeo comprimido con DivX o xviD. Los videos han de tener una resolución máxima de 480 x 272 y el audio ha de ser mp3 CBR a 96 kbit/s preferentemente. Los vídeos para el reproductor, deben adaptarse con un programa especial, para crear un contenedor pmp, con un muestreo de 44 100 Hz, el video y el audio se multiplexan utilizando el pmpmuxer.

## Especificaciones técnicas
El estándar UMD define discos ópticos con un diámetro de 60 milímetros y un peso entre 2,8 y 3,5 gramos. Existen dos variantes, con una capacidad máxima de almacenamiento de 1,8 gigabytes.
ECMA-365: el disco óptico se guarda en una carcasa de plástico especialmente diseñada por Sony. Los datos almacenados en el disco son de solo lectura. La capacidad es superior a la de los CD, de 900 MB en la versión monocapa y 1,8 GB en la de doble capa, aunque para este último caso solo admite un máximo de 1,67 GB. Esto es el equivalente a menos de tres discos CD-ROM en conjunto y está bastante por debajo de lo que permite almacenar un DVD estándar. El formato físico en que está basado el UMD es muy similar al del DVD, aunque mientras este último utiliza para su lectura un láser rojo de 650 nanómetros, el UMD utiliza uno de 660 nanómetros, lo que convierte su lectura en incompatible. Los vídeos en UMD están comprimidos en un formato más denso que en los DVD y CD, merced a la mayor potencia del procesador de cálculo multimedia de la PSP. UMD emplea el códec de vídeo MPEG-4 AVC, una variante del formato Advance Video Coding (AVC), que es actualmente, el estándar más avanzado en cuanto a codificación de vídeo.
- Dimensiones de la carcasa: 65 milímetros (largo) x 64 milímetros (ancho) x 4,2 milímetros (alto).
- Diámetro del disco: 60 milímetros.
- Capacidad máxima: 1,80 GB (doble capa), exactamente "1,67 GB".
- Longitud de onda del láser: 660 nm (láser rojo).
- Cifrado: AES 128-bit.
- Velocidad de lectura: PSP (12 MB), PSP Slim (14 MB).

Puede enfrentarse a ambientes de trabajo de funcionamiento o lectura con una temperatura entre -25 °C y 70 °C. Para el almacenamiento por periodos prolongados no deben soportar temperaturas inferiores a -20 °C o superiores a 50 °C. Los cambios bruscos de temperatura pueden causar desperfectos muy graves, como grietas, que los dejan inservibles. Con un uso normal, sin manipulaciones indebidas, la duración está calculada en torno a 100 años.
Las dos variantes del formato se basan en la cantidad de datos que permiten almacenar:
1. Tipo A: son discos de una única capa con una capacidad máxima de 0,9 GB. Las películas almacenadas en esta variante salen a la venta con un precio menor. Traen menos extras.
2. Tipo B: estos discos llegan a almacenar hasta 1,8 GB en dos capas diferentes dentro del mismo disco. Este formato se emplea para UMD Video y en algunos sistemas especializados que no se comercializan al público general.

En realidad, los dos discos ópticos tienen el mismo número de capas, solo que en unos casos se graban las dos capas y en otros se deja una de ellas sin grabar. Esto permite ahorrar gastos en el proceso de fabricación, ya que solo es necesario un tipo de diseño que se aplica a todos los discos en lugar de varios métodos y procesos.

## Aplicaciones
Aunque en un principio parecía que UMD sería un nuevo estándar de almacenamiento para dispositivos portátiles, este solo está disponible en PSP y dentro de algunos sistemas especializados que no se comercializan al público en general.
El hecho que Sony no libere la patente del soporte UMD hace que su uso se restrinja únicamente a la consola portátil PSP. Aun cuando el soporte lo permite, no se incluyen lectores para el mismo en ningún otro tipo de aparato: reproductores de vídeo, equipos de audio, computadoras, etcétera, por lo que la difusión del mismo es muy limitada.
Hay quien lo equipara con el también proyecto de Sony, el MiniDisc (MD). Pero ya en la década de 1990, Sony evitó caer de nuevo en el error que cometió en la década de los 70 con el sistema de vídeo Betamax, más conocido como “Beta”, y licenció la tecnología del MD a otros fabricantes como JVC, Sharp, Pioneer y Panasonic, produciendo cada uno sus propios sistemas de MD.
En octubre de 2009 se lanzó al mercado la nueva PSP-Go, que no usa el soporte físico UMD y lo sustituye por una memoria interna de 16 GB. Se ignoran los planes, la estrategia y la razón de mantener el formato cerrado a otras compañías por parte de Sony para el UMD. La vida comercial del UMD continúa pese a todas las especulaciones, como continúa la vida comercial del anterior MD.
La aplicación más conocida del soporte UMD es almacenar juegos para PSP. En la actualidad, además se está usando el UMD para los libros interactivos de la serie de guías turísticas lonely planet adaptadas para la PSP y la distribución de fotos e imágenes de manera comercial. El segundo uso más extendido del UMD de la PSP es almacenar vídeo. El formato de vídeo está codificado en formato H.264/MPEG-4 AVC, con un formato de audio ATRAC3plus. El UMD en formato vídeo abarca películas cinematográficas, vídeos musicales y series como The Office, Doctor Who y Little Britain, comercializadas por la cadena de televisión BBC en el Reino Unido. UMDlab, una productora independiente, probó fortuna lanzando su línea de videorealizaciones, documentales sobre deportes de contacto o riesgo, exclusivamente en este formato: “Gracie Jiu-Jitsu in action”, “The DC Video”, que versa sobre el skateboard patrocionado por una empresa de calzado, etc.

### UMD Game

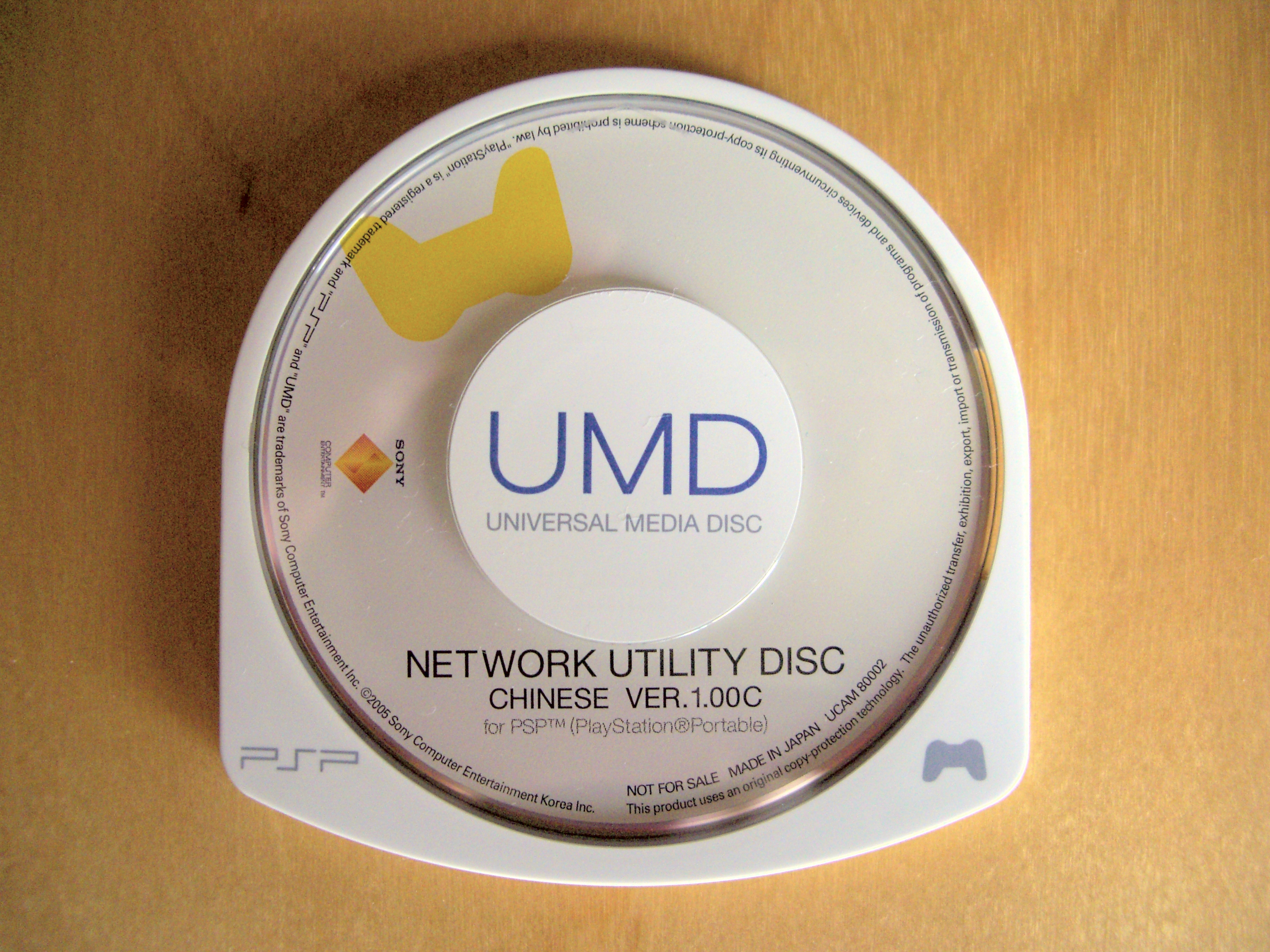
Disco Universal Media Disc (UMD) en planta.

Los juegos vienen clasificados por código de contenidos por edad, código PEGI, aunque también se aplica otras normas, como CERO o ESRB. Los lanzamientos en España suelen costar 40€ (50€ en ediciones especiales), aunque como la máquina lleva tanto tiempo en el mercado se pueden encontrar títulos más baratos por debajo de los 30€, promociones y numerosas tiendas de venta de videojuegos y películas en formato UMD de segunda mano a partir de 5€.
Los juegos en formato UMD se cargan más lentamente que Memory Stick, y en algunos juegos complejos se hace notar la lentitud. Al ser un mecanismo mecánico, va almacenando polvo y suciedad dentro de la PSP y se puede manchar la lente de lectura.

### UMD Video

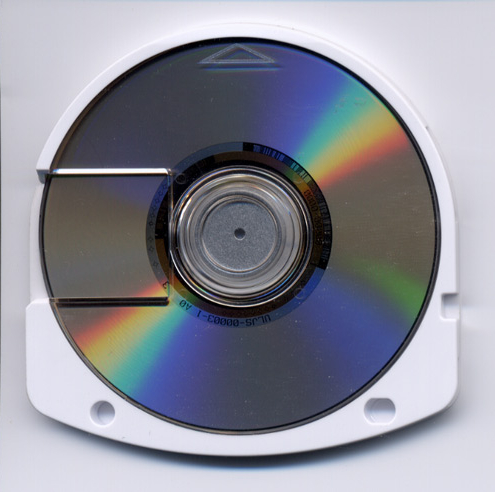
Cara inferior del UMD mostrando la protección y la ventana de lectura. Es conveniente evitar tocar directamente el disco para alargar su vida útil.

En un momento en que los dispositivos portátiles a batería, con una autonomía aceptable, eran escasos, Sony vio la oportunidad de lanzar al mercado una videoconsola que fuera, a su vez, reproductor de películas cinematográficas y libros interactivos en formato digital.
Los vídeos comerciales se almacenan en UMD en el códec de vídeo MPEG-4 AVC, también denominado H.264 y MPEG-4 parte 10. El hecho que Sony eligiese este formato no es casual, suponía un gran avance en software y contribuye a una menor necesidad de espacio de memoria, y por extensión, a poder incluir más contenidos con la calidad DVD en el limitado espacio disponible.
Como ocurre con los videojuegos UMD Game, en los UMD Video la codificación técnica por región tampoco se ha aplicado, como en los DVD de películas. Aun cuando los vídeos se exportan por regiones, una película UMD comprada en América del Norte se puede ver por ejemplo, en Europa.
América del Norte cae bajo región 1; Japón y Europa comparten la región 2; Taiwán, Corea, Las Filipinas, Indonesia y Hong Kong se encuentran en la región 3; y Australia, Nueva Zelanda, Islas del Pacífico y Latinoamérica, excepto México, en la región 4.
A pesar de no haber sido un medio comercial aceptado para la distribución de vídeo, dispone de un amplio catálogo de películas, vídeos musicales, series y demás contenidos habituales.
Para películas cinematográficas, el sistema de vídeo UMD ofrece largometrajes completos y con alta calidad en un solo disco. La capacidad de estos discos resulta suficiente y ofrece frente al MP4 unas alternativas que lo hacen más deseable.
Ya no se producen lanzamientos nuevos por Sony ni otras compañías legalmente.
Este hecho ha propiciado el nacimiento de los UMD virtuales con nuevas películas. Estos UMD virtuales, denominados “UMD video ISO”, son creaciones de algunos aficionados al homebrew de la PSP portando películas y series de televisión, que se cargan en la tarjeta de memoria y reproducen todas las características de un UMD Video. Existe otro formato de desarrollo paralelo basado en el sistema de archivos PMP que usa un reproductor de vídeo distinto.
Hasta la fecha se descargan gratuitamente de Internet y en este formato, UMD video ISO, aparecen cada día nuevos títulos con los éxitos más recientes del cine y las películas consideradas clásicas del cine estadounidense, europeo y asiático. En 2010 la videoteca de los UMD Video ISO pasó de los 2000 títulos, siendo el sitio web más notable en su distribución la PSPISO. Las páginas españolas han quedado relegadas muy por detrás debido a las leyes antipiratería que han obligado al cierre judicial de la mayoría de empresas radicadas en España. Con todo, a consecuencia de la inexistencia de fronteras en internet, han sido sustituidas por otras con sede social en Argentina, Colombia, México y Perú, donde su actividad ha sufrido menos acoso o publican sus desarrollos en páginas asiáticas a modo de free-lance.
Descontando el poco deseo de invertir en el gasto de películas para la PSP, cualquiera que ha visto una película UMD Video, coincide en que proporciona una calidad de imagen incluso superior al estándar DVD.
Utiliza un sistema de vídeo muy avanzado y aunque los contenidos extra de una película en UMD son menos que su contrapartida en DVD, el sonido suele venir en modo estéreo y con una calidad similar a la de un CD de audio convencional.
La potencia de la consola a la hora de procesar este tipo de datos permite ofrecer sonido envolvente; sin embargo, los conectores de salida limitan esta posibilidad, y unos auriculares de buena calidad son imprescindibles.
El reproductor de vídeo UMD tiene más funciones que el reproductor para las películas MP4 y más opciones que las de un reproductor DVD normal.
Dispone de un menú donde, entre otras cosas, se elige la escena, el idioma de la película (habitualmente viene en 5 idiomas) y los subtítulos, que pueden abarcar más de 20 lenguas, lo que convierte al formato en una pieza útil para aprender idiomas en cualquier lugar, de forma amena. Como en cualquier reproductor de DVD, podemos simultanear por ejemplo, en inglés la banda sonora y los subtítulos, para, por ejemplo, escuchar con más atención los diálogos en el aprendizaje de idiomas.
Dispone de varios "modos de pantalla" y de "opción de ángulo", que ofrece en algunos títulos, sobre todo musicales, la posibilidad de alternar o variar la cámara que apunta al protagonista de la película.
Las películas en UMD ocupan menos espacio que las grabadas en el formato habitual de los DVD comerciales. Incluso al mismo nivel de calidad, el vídeo contenido en disco UMD, comprimido con un algoritmo más avanzado, necesita menos espacio físico en disco. Pero, a igualdad de precio, las películas para PSP disponen de muchas menos horas de contenidos, por regla general. Un gran número de películas UMD video ISO, sean o no 3D, al estar adaptadas desde DVD o Blu-ray comerciales y ser almacenadas en tarjetas de memoria, no se someten a estas limitaciones físicas de espacio y algunas sobrepasan los 2 GB, aunque su tamaño habitual está entre 1,1 o 1,2 GB.

## Historia del UMD
El nombre UMD, disco universal de medios, en referencia a su significado de único, universal o para todo, se adoptó tras un largo recorrido. La empresa Sony consideró en un principio en tres versiones variantes de este disco óptico, y cada una de ellas correspondería a un tipo de almacenamiento diferente, de acuerdo al material que contuviese. Así fue que consideró: el Audio MD, el Game MD, y el Video MD; para posteriormente desechar la idea y lanzar un disco óptico que pudiera contener cualquier tipo de material.
La utilización de cartuchos, frente a otras opciones como discos ópticos, responde a una larga lista de factores.
Desde el precio de fabricación, que una vez se llega a cierto nivel de unidades es muy bajo, hasta el control sobre los distribuidores y los fabricantes de juegos, que están obligados a utilizar la patente de la empresa matriz para lanzar sus títulos. Es más: por cada juego o película que sale a la venta, compatible con la videoconsola, sus responsables han de pagar regalías al fabricante de la consola. En general, los cartuchos suponen cierta garantía para controlar el software que aparece para una plataforma, al menos frente a los medios habituales como los CD o DVD. Además, un cartucho no tiene piezas móviles, con lo que es menos probable que un juego sufra daños si recibe algún golpe mientras está en plena lectura, o se bloquee por un bache mientras se viaja en coche o simplemente al levantar los brazos para descansar unos segundos. Los cartuchos son muy apropiados para que los usen los niños.
Sony, en su diversificación de los discos ópticos ha apostado por todos. Entre otros el formato grande, como el Blu-ray Disc, y el formato pequeño en distintas tecnologías como minidisc o la que ocupa este artículo.
Sony ideó un disco óptico con las ventajas económicas del cartucho. Un sistema cerrado que durase un tiempo finito.
En cuanto a su innovación tecnológica, tras la desaparición del soporte analógico de vídeo: VHS o Beta, fueron numerosos los intentos por parte de empresas pioneras por generar un algoritmo de vídeo digital que diera una buena calidad de vídeo en relación con el tamaño, pero transcurrieron décadas tratando crear un estándar de vídeo complejo que ofreciera una calidad comercial hasta que se comercializaron y mientras tanto se emplearon estándares en un soporte óptico exageradamente grande. Y todo ello para que ni siquiera fuese un salto cualitativo significativo; el grupo Moving Picture Experts Group (MPEG) creó inicialmente el estándar MPEG1 (Video-CD) para posteriormente desarrollar el MPEG2 (DVD). Cada vez que se mejoraban los algoritmos de compresión de vídeo se mejoraba la calidad y se reducían en tamaño los archivos gráficos usando menos espacio en los soportes ópticos.
La consola PSP fue ideada como una consola multimedia y su coprocesador, llamado MediaEngine, aparte de permitir realizar tareas auxiliares de apoyo a la CPU, permite descodificar AVC por hardware, algoritmo inalcanzable a otras consolas de igual categoría. PSP no tiene que calcular cómo se visualiza una película en AVC, en las instrucciones del MediaEngine ya viene escrito como se hace. El DVD, un soporte óptico barato y cómodo, permitía almacenar más de 4 GB y daba una calidad comercializable con una codificación MPEG2 que, siendo bastante simple, permitía su uso en económicos reproductores de vídeo que no necesitaban manejar algoritmos muy complejos, era la relación perfecta entre calidad y precio. La situación no varió durante 5 años, hasta que se desarrolló el estándar MPEG4. A la larga, dentro de ese estándar, se hicieron famosos los algoritmos de compresión comercial: DIVX, y libre: XVID. MPEG4 sigue siendo un formato que permite su uso en reproductores baratos que, debido a ello y a la proliferación del peer-to-peer, se venden a bajo coste.
Entonces, dentro del estándar MPEG4 nació el formato AVC (Advance Video Coding) que es el estándar más avanzado en cuanto a codificación de vídeo; ofrece una calidad superior, con una reducción del proceso de gráficos infinitamente mejor que estándares anteriores en las mismas capacidades que el VCD o el DVD, sin embargo era, y es, un algoritmo muy complejo que requiere una gran capacidad de cálculo por parte del reproductor, para ser mostrado de forma fluida. En este marco de tecnologías nació la siguiente generación de soportes ópticos: la batalla entre el HD DVD de Toshiba y el Blu-ray de Sony, que finalmente ganó esta segunda debido a la mejor distribución.
PSP llegó al mercado con el objetivo de triunfar aparte de como entretenimiento jugable, como sistema de distribución multimedia, algo que tuvieron en mente casi todas las consolas con CD de la historia, aspiraba a ser algo más que una consola. El problema era que, incluso el estándar MPEG1 (VCD) con su simple algoritmo de compresión era demasiado para los simples CPU de consolas como PCEngineCD, PSX, Saturn, MegaCD, etcétera. Sony, además de su nuevo formato físico, más reducido, desarrolló un nuevo algoritmo inalcanzable a las consolas de igual categoría y es cierto que la resolución es mucho mayor y la no-compresión del audio mejora la sensación de los canales múltiples.
Sony entró en el mundo de las consolas de la mano de Nintendo. La consola PlayStation nació después de la ruptura del acuerdo de Sony con Nintendo. El acuerdo consistía en que Sony desarrollaría el CD-ROM para la nueva SNES PlayStation, Snes CD Rom de Nintendo, con la cual se pretendía dotar de mayores capacidades multimedia a la nueva consola de Nintendo, de la misma forma que Sony colaboró anteriormente en el desarrollo de SNES, fabricando su chip de sonido, que permitía 8 canales simultáneos con calidad PCM, quedando muy por encima de la competencia. Sin embargo, Sony pretendía que de todos los juegos de SNES PlayStation que se hiciesen en formato CD-ROM, los beneficios de las ventas de esos juegos irían solo y exclusivamente a Sony, pero para Nintendo este acuerdo no era rentable, por lo que Nintendo al ver que con este acuerdo se habría arruinado, renunció al acuerdo con Sony y le encargó ese proyecto a Philips, que le ofreció poner el CD en su consola a cambio que Nintendo compartiera licencias de juegos: las sagas de Mario y Zelda.
Nintendo sostenía que el cartucho tenía pros ante el CD y viceversa. Esto y el poco éxito de las consolas que en aquel momento incorporaron el CD, provocó que Nintendo cancelara el proyecto. Tras romperse el pacto, por un lado Sony debutó con su PlayStation y Nintendo por otro lado lanzó al mercado la Nintendo 64.
Al comercializar una videoconsola de pequeño tamaño y portátil, Sony quiso aprovechar su experiencia en el campo de los discos ópticos y la tecnología láser. Necesitó innovar un formato más pequeño que un CD, que a su vez conservara las propiedades ópticas de este. Se buscaba crear un formato propietario cerrado de estándar óptico, y comercializarlo universalmente, quizá para los dispositivos portátiles.
En los inicios del UMD, en América, estaban disponibles en el mercado algunas películas en formato UMD, cuya calidad de imagen es tan buena como la del DVD y Sony esperaba que pronto muchas compañías estuvieran interesadas en lanzar videos en este formato. Las compañías cinematográficas que lanzarían películas en UMD son: Disney, Warner Bros. Pictures, Twentieth Century Fox, Lions Gate Entertainment, Sony Pictures, New Line Cinema, Paramount Pictures, DreamWorks Pictures, y Anchor Bay Entertainment. Compañías de Anime como Bandai, Geneon, FUNimation, y Viz Media también planearon lanzar series en UMD. No obstante, este tipo de soporte no goza de mucho apoyo actualmente. De hecho la propia productora de Sony, Sony Pictures, Columbia Tristar, ha comenzado a considerar como menor el mercado del UMD en la PlayStation Portable. Solo Sony ha editado películas en este formato, y actualmente disminuye el número de títulos nuevos.
En los pocos años pasados desde la aparición de la PSP hasta el 2009, la capacidad de almacenamiento y el precio de las tarjetas de memoria se han invertido exponencialmente, sin contar que gracias a adaptadores admite sin problemas tarjetas microSD aún más competitivas. Estos hechos no han pasado inadvertidos a los propietarios, que han visto como sus máquinas alcanzaban capacidades asombrosas de almacenamiento.
Uno de los objetivos de usar un disco óptico exclusivo y propio que no está a la venta para grabar, era dificultar la copia ilegal de sus datos, pero esto no ha tenido mucho éxito. Aun así, se puede considerar total el éxito de impedir copiar discos UMD físicos, ya que por ahora resulta imposible realizar copias de los discos fuera de las plantas de fabricación profesionales.
La PSP es prácticamente una PS2 de bolsillo con "disco duro extraíble", la Memory Stick, y múltiples posibilidades de conexión: IRDA, Wi-Fi, USB.
En el movimiento scene vieron que podría usarse como PDA, como procesador de textos, visor de prensa, lector de e-books, calculadora científica, ayudar con los estudios, test de tráfico o escuela portátil de inglés. Se pusieron manos a la obra, buscaron como hacerlo y lo consiguieron, pudiendo dar la posibilidad a otros de hacer realidad sus proyectos homebrew.
Grupos tales como PSP-DEV y WAB desarrollaron lanzadores que permiten ejecutar la imagen ISO de un juego desde la memoria flash de la consola, cargándolo desde la tarjeta de memoria, sin necesidad de un disco físico UMD. Uno de los primeros juegos que pudo ser lanzado desde la memoria flash fue Lumines. Al principio, el juego se podía cargar desde la consola con un firmware versión 1.50 de los Estados Unidos, pero sin sonido. Surgieron muchas aplicaciones homebrew para ese firmware. Las imágenes ISO rondan unos tamaños desde 5 MB hasta 1,6 GB, siendo lo habitual entre 200 y 700 MB.
Una versión firmware de Sony para PSP denominada 1.51, parcheaba el agujero. Además, los juegos desarrollados con posterioridad forzaban a que se realizase dicha actualización para que funcionaran. Frente a varias tentativas de la empresa Sony, representadas en nuevos y nuevos firmwares oficiales, Dark Alex un programador español independiente, consiguió recuperar la compatibilidad del software no oficial y lo difundió por Internet. Recreó un firmware más moderno que el 1.51 y los sucesivos y evitó así dicha actualización. Era el nacimiento de la "scene" en torno a la PSP.
Estos miembros están mayoritariamente en países del primer mundo, donde hay disponibles conexiones de alta velocidad a Internet. Los grupos de crackers suelen ser pequeños. Teóricamente, para desarrollar software para una consola de videojuegos y en general para cualquier producto informático, hace falta encontrarse acreditado por el fabricante y pagar una considerable inversión para el uso de la licencia y la adquisición del Kit de Desarrollo (SDK). Sin embargo, gracias a la Scene y a su acceso libre a código ya desarrollado por otros programadores, con relativa facilidad, cualquiera puede desarrollar software para la PSP.
Este movimiento surgido en la portátil de Sony no tiene precedentes. Ha habido aportaciones para otras plataformas, pero en su mayoría era para cargar las imágenes ISO o backups en sus consolas. En la comunidad de la "scene PSP" las aportaciones homebrew son muy numerosas y variadas , cosas nunca antes hechas en plataforma alguna.
Las distintas "scene" de otras videoconsolas y aparatos portátiles surgen inspiradas en esta. Las compañías fabricantes tienen que contar con el movimiento scene, un movimiento grande y con muchos usuarios o consumidores que no se puede dejar de lado.
Dedicados a burlar los sistemas de protección, han encontrado medios eficaces para distribuir contenidos. Además, estos métodos son bastante económicos, con lo que la copia de discos UMD físicos para fines ilícitos no existe.
Las tarjetas de memoria que emplea la PSP sustituyen y complementan al UMD. Ofrecen más comodidad que cualquier disco óptico: tienen un formato más reducido, velocidades de lectura mejores y no producen desgaste en la máquina.
El formato UMD no tardó en ser craqueado gracias a prácticas de ingeniería inversa lo cual permitió acceder a su contenido. Esto permite la realización de copias de seguridad de juegos y películas, denominadas backups. Cada disco utiliza un sistema de ficheros que sigue el formato estándar ISO 9660, así que los archivos pueden ser grabados y leídos en un CD, en un DVD normal o en una tarjeta de memoria en forma de imagen ISO.
Paradójicamente, aunque no son el éxito comercial esperado por Sony, al popularizarse computadoras de mayor capacidad de almacenamiento, memorias USB, discos duros extraíbles o multimedia de varios terabits, etcétera, la demanda de archivos en formato UMD Video como de otros archivos de varios GB, es cada vez mayor. A pesar del alto costo de la venta en tiendas, en el mercado de la venta de segunda mano, son muy demandados los vídeos UMD y se realizan copias de seguridad o discos imagen que se intercambian y se descargan de Internet mediante programas como Emule, BitTorrent o por descarga directa en páginas web de coleccionistas y foros de aficionados a la PSP. El amplio catálogo disponible que sigue creciendo, más de 270 títulos de producciones de cine estadounidense y conciertos musicales, el gran volumen de los archivos, alrededor de 1,6 GB y la opción del audio en varios idiomas suponen ventajas para su difusión mundial por la red, ya que permiten que permanezcan más tiempo colgados en la red para intercambiarlos por un mayor número de usuarios de países distintos tan lejanos como Brasil o China. Las páginas web de intercambio de Videos UMD en imagen de disco están presentes para muchos idiomas: chino, árabe, rumano, polaco, en español: Ceramic Links, PequePSP, Limitepsp, GamesTorrents, GamesPspslim, Imperio UMD Video, espalzone.com, espalpsp.com, taringa; y en inglés: PSPISO. El firmware personalizado, permite a cualquier usuario hacer una copia de seguridad de sus películas compradas en la tienda y ponerlas en la red. Frente a la capacidad máxima de un disco óptico UMD, las nuevas tarjetas son adaptadores del formato Memory Stick, al formato de tarjeta MicroSD de menor coste económico, en dos tarjetas de hasta 16 GB, ofreciendo un máximo 30 GB reales, o directamente a 32 GB. Además, el empleo de tarjetas de memoria, ahorra la energía necesaria para activar los movimientos mecánicos del disco óptico y el consumo energético del láser lector, lo cual produce que la batería diseñada para ese gasto energético aumente la autonomía de la PSP y la vida media de la máquina al aumentar menos la temperatura y envejecerse menos la CPU de plástico, que se torna más quebradiza con el calor.
Muchas videoconsolas portátiles de Sony están personalizadas para poder ver y tener decenas de películas en formato UMD Video, sin necesidad de tener todos los discos. Solo un disco original metido en la PSP, que puede ser un UMD Game, y así evitar que se manche la lente o se estropeen los soportes físicos.